# Institut universitaire de technologie de Paris Rives de Seine
 (décembre 2022).
Pour les articles homonymes, voir IUT Paris.

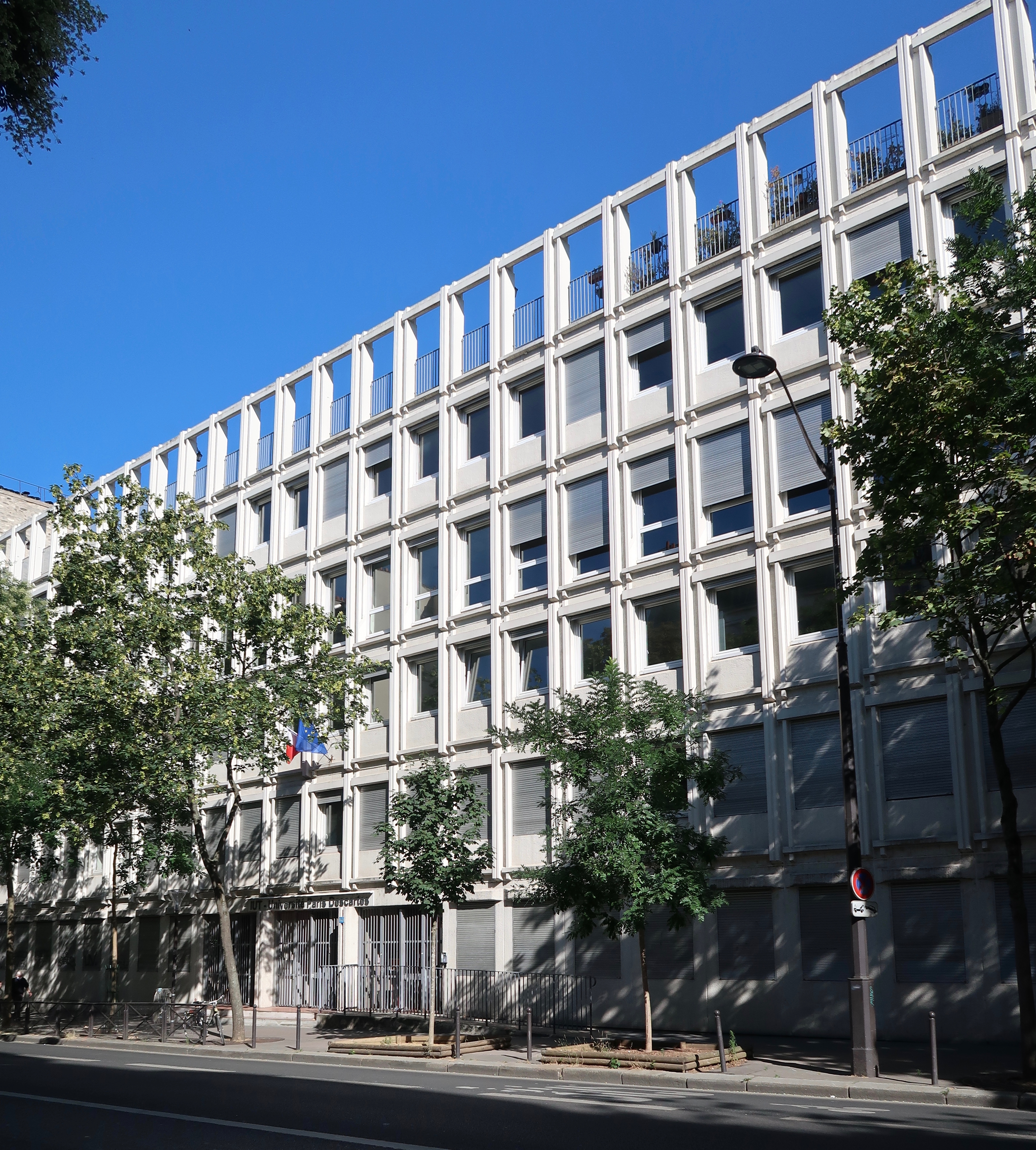
L'IUT au no 143 avenue de Versailles (16e arrondissement de Paris).

L’IUT de Paris Rives de Seine (anciennement connu sous le nom de Paris-Descartes), situé dans le 16e arrondissement de Paris, est un institut universitaire de technologie d'Université Paris-Cité, créé en 1968. 
Il comprend six départements d’enseignement dans les domaines du commerce, de la communication, de la gestion, de l’informatique, du social et de la statistique décisionnelle. Cet établissement public est une composante d'Université Paris-Cité, née de la fusion des universités Paris 5-Descartes et de Paris-7 Diderot, membres jusque là de la communauté d'universités Sorbonne Paris-Cité.
Tous cycles confondus, l’IUT compte 3 000 étudiants, ainsi que 150 enseignants permanents, 450 intervenants professionnels et 80 personnels administratifs.  Il est, avec l'IUT Paris Pajol, le seul IUT situé dans Paris.
En 2016, l'IUT Paris-Descartes a été labellisé Grande École du numérique pour son DU TEMIR (Technicien de maintenance informatique et réseau), accessible même sans baccalauréat.
Il est dirigé à partir de 2017 par Xavier Sense jusqu'à l'élection de celui-ci comme vice-président de l'université en juin 2023. L'intérim est assuré par Corinne Daugan. Hassine Moungla devient le nouveau directeur en 2024.
Son site principal (site Mirabeau) se trouve no 143 avenue de Versailles (16e arrondissement de Paris). Le site Pajol, anciennement IUT de Paris-Diderot est situé dans le 18e arrondissement, au no 143 rue du Département.

## Formation
L'IUT délivre des bachelors universitaire de technologie (BUT) en trois ans, des diplômes universitaires de technologie (DUT) en deux ans, des licences professionnelles et des licences L3. Beaucoup de ces formations sont accessibles en apprentissage.  
L'Institut propose également un master « Comptabilité Contrôle Audit » et une école de service social. Enfin, l'IUT forme également des adultes, soit dans le cadre des LP ou de certains DUT, soit dans le cadre de diplômes universitaires (DU) spécialement destinés aux professionnels en activité (Big Data, Dataviz, ERP, etc.).  
Toutes ces formations sont sélectives : les étudiants sont recrutés sur dossiers, parfois sur entretien, afin de s'assurer de leur motivation et de leur capacité à intégrer une formation qui compte de nombreuses heures de cours (une trentaine par semaine) et un travail régulier, avec de nombreux travaux de groupes et de projets.  
Comme tous les IUT, l'IUT Paris-Descartes défend une pédagogie qui articule théorique et mise en pratique, avec des projets, des stages obligatoires, et des interventions de professionnels. En 2015, il a créé un MOOC pour aider les lycéens à mieux connaître les IUT en général, et à bien concevoir leur dossier de candidature.  

### Bachelor universitaire de technologie (BUT)
À partir de 2021, le DUT et la licence professionnelle sont progressivement remplacés par le bachelor universitaire de technologie :
- carrières sociales
- gestion des entreprises et des administrations
- information et communication
- informatique
- statistique et informatique décisionnelle
- techniques de commercialisation

### Licences professionnelles
- Intervention sociale - spécialité développement social et socioculturel local
- Assurance, banque, finance - spécialité suivi administratif des opérations bancaires : back et middle office
- Assurance, banque, finance - spécialité banque : Gestion de la clientèle des particuliers
- Management des organisations - spécialité gestion des établissements du secteur de la santé
- Ressources humaines - spécialité coordinateur/trice des personnels
- Activités et techniques de communication - spécialité chef de projet communication
- Métiers de l’édition, bibliothèques et commerce du livre
- Systèmes informatiques et logiciels - spécialité génie logiciel, système d’information
- Systèmes informatiques et logiciels - spécialité décision et traitement de l’information - Data-mining
- Santé - spécialité statistique et informatique décisionnelle pour la santé
- Commerce - spécialité management international appliqué au développement durable
- Commerce - spécialité e-commerce et marketing digital

### Licences L3
- L3 parcours sciences comptables et financières
- L3 économie, gestion parcours contrôle et systèmes d'information comptable
- L3 mathématiques, informatique parcours MIAGE

## Classement
L'IUT de Paris Rives de Seine est classé en 2022 :
- 3e meilleur dans le classement Thotis
- 1er du classement Au Futur informatique [2]
- 5e au classement Le Figaro Etudiant commercialisation [3]
- 4e au classement L'Etudiant [4]